# Alfredo Fiorini
Alfredo Fiorini (Terracina, 5 settembre 1954 – Muiravale, 24 agosto 1992) è stato un missionario italiano, ucciso da malviventi in Mozambico durante la sua attività come medico e missionario.

## Biografia

### Gli anni a Terracina
Primo di quattro figli, Alfredo nacque e crebbe in una famiglia cattolica e frequentò sin dall'infanzia i gruppi giovanili dell'Azione cattolica (della quale il padre Elio fu per molti anni presidente parrocchiale) e degli scout di Terracina.
Frequentò, spinto dalla volontà di diventare medico, il liceo classico "Leonardo da Vinci" di Terracina e poi l'Università di Siena, dove si laureò in medicina il 23 luglio 1980.
Già nel 1972 Alfredo iniziò ad entrare in contatto con gli ambienti missionari e a conoscere la realtà dell'Africa a cui si appassiona. In quell'anno partecipa a un campo di lavoro, organizzato dall'associazione "Mani Tese" e successivamente dà vita ad un gruppo missionario nella sua città che si occupa della raccolta di materiali e denaro a favore del Terzo mondo.
Presa la laurea, superò l'esame di Stato per accedere alla professione il 9 ottobre 1980 ed entrò come medico chirurgo all'Accademia Navale di Livorno. In seguito, fu trasferito a Taranto. Qui conobbe il movimento dei padri comboniani e partecipò, durante una licenza, a un gruppo d'impegno missionario tenuto dalla stessa congregazione a Lecce. Fu congedato dalla marina l'8 ottobre 1982.

### L'ingresso fra i comboniani
Terminato quindi il servizio militare, Alfredo iniziò un periodo di riflessione interiore. Accanto al sogno di diventare medico che aveva coltivato sin da bambino, stava sorgendo il desiderio della vita missionaria che aveva avuto modo di conoscere in maniera profonda nei giorni di Lecce. Si mise, quindi in contatto con padre Giuseppe Russo, un comboniano che aveva conosciuto a Lecce, volendo partecipare almeno per un anno a una missione in Africa.
Sotto la guida di padre Russo, Alfredo improntò un deciso cambiamento alla propria vita e decise di entrare nella Congregazione dei Comboniani.
S'iscrisse quindi al seminario di Firenze, svolgendo contemporaneamente il tirocinio della professione medica all'ospedale cittadino di Careggi. Fiorini, pur volendo diventare sacerdote, era convinto che il prosieguo degli studi di medicina poteva essergli utile quando sarebbe partito per l'Africa.
Il 17 maggio 1986 prese i voti.

### Gli anni in Africa
Uganda e Kenya
Dopo aver trascorso dieci mesi in Inghilterra per perfezionare lo studio dell'inglese, Alfredo raggiunse finalmente l'Africa e fu inviato a completare gli studi presso il Seminario di Gaba, Kampala (Uganda).
A causa della migliore situazione logistica del Kenya rispetto all'Uganda, che era ancora in via di assestamento politico, dopo molti anni di terribili dittature e guerre civili, Alfredo e gli altri studenti furono trasferiti a Nairobi  nel giugno del 1988.
Una suora comboniana, che insieme alle sue consorelle, gestiva un piccolo centro sanitario nella baraccopoli di Kariobangi, alla periferia della città, saputo che era un medico, lo invitò ad aiutarle. Qui Alfredo, operando in condizioni precarie e spesso drammatiche, a causa della carenza cronica di elettricità e medicinali, trovò nell'assistenza ai malati poverissimi del Continente Nero quella che considerava la sua vera "vocazione"  e, dopo una lunga riflessione, il 3 febbraio 1989 abbandonò ufficialmente il cammino sacerdotale, preferendo restare fra i comboniani come un semplice "fratello laico".
Tornò quindi in Italia per partecipare ad alcuni corsi d'aggiornamento sull'AIDS e sulle malattie tropicali e poté assistere all'ordinazione del fratello Fabio che diventava sacerdote diocesano nella cattedrale di Terracina.
Alla fine del 1989 fu inviato dai suoi superiori in Mozambico ma la sua partenza fu bloccata da intoppi burocratici e così Alfredo, in attesa che la situazione si risolvesse, dopo un corso accelerato di portoghese a Lisbona decise di tornare in Uganda dove lavorò all'ospedale di Kalongo sotto la protezione dei soldati governativi. Rimase a Kalongo per quasi un anno, poi finalmente il 3 febbraio 1991, raggiunse il Mozambico.
Il Mozambico
Il paese era devastato dagli scontri fra le fazioni armate (sostenute dagli interessi economici stranieri) del Frente de Libertaçao de Moçambique (FRELIMO), partito marxista-leninista salito al governo dopo un colpo di Stato nel 1980, e la Resistência Nacional Moçambicana (RENAMO) che aveva dato vita ad una guerriglia feroce giungendo a controllare intere regioni. Il popolo fuggiva continuamente da una parte all'altra del paese, la guerra civile aveva provocato fin a quel momento quasi un milione di morti.
Drammatiche erano anche le condizioni degli ospedali, dove Alfredo avrebbe dovuto svolgere il suo impiego. Per poter svolgere in maniera più completa la sua opera, decise di affiliarsi al servizio sanitario e fu dislocato all'ospedale rurale di Namapa, semidistrutto dalle bombe. Con l'aiuto dei missionari comboniani della vicina città di Nampula e della gente locale, lo ricostruì, almeno parzialmente. Dall'estero, arrivarono materiali e macchinari; con l'inizio a Roma dei colloqui politici fra Frelimo e Renamo, sotto l'egida della Comunità di Sant'Egidio, anche la situazione generale del paese sembrava avviarsi verso una fragile pacificazione.
Alfredo incontrò molte più difficoltà di quelle che si aspettava e assistette anche ad episodi di sabotaggio e di sparizioni di medicine e lenzuola. Le sue denunce alla polizia e le sollecitazioni ai dirigenti sanitari caddero nel vuoto e Alfredo decise di lasciare Namapa, trasferendosi all'ospedale missionario di Alua, distante una ventina di chilometri.
L'inizio di nuovi scontri armati nel nord del paese a partire dal febbraio del 1992 coinvolsero anche Alua e Alfredo Fiorini. Gruppi di guerriglieri tentarono di assaltare l'ospedale e si resero responsabili di saccheggi e devastazioni. Lavorò giorno e notte, adattandosi alle difficili condizioni locali.
Il 10 agosto del 1992, con l'arrivo ad Alua di due sostituti, si recò a Nacala, nella residenza del vescovo per prendersi qualche giorno di riposo e per offrire soccorsi alle vittime dell'assedio che aveva appena subito la città.
Il 24 agosto mentre rientrava ad Alua, cadde in un agguato in località Muiravale e fu ucciso dai guerriglieri con una raffica di mitra, in circostanze rimaste oscure. Quando poco dopo un camion della Compagnia Industriale Monapo che trasportava materiali umanitari, giunse sul luogo sotto la scorta dei militari governativi, videro i guerriglieri che frugavano nell'auto alla ricerca di denaro e che fuggirono via nella giungla.
I suoi funerali si tennero prima nella sua amata Africa ad Alua e furono officiati dal vescovo di Nacala che l'aveva ospitato fino al giorno prima. Il vescovo definì quell'omicidio "un delitto assurdo e inutile". Per l'occasione, i due eserciti dichiararono un giorno di tregua, permettendo a tante persone di raggiungere la piccola chiesa in legno dei comboniani. Il 31 agosto la salma arrivò nella sua Terracina, dove le esequie furono celebrate dall'allora vescovo di Latina, Domenico Pecile davanti ad una folla immensa che riempì tutta la piazza principale della città. È sepolto nella chiesa di San Domenico Savio.
È stato dichiarato "servo di Dio" e "testimone della fede" dalla Chiesa cattolica e la Diocesi di Latina ha aperto nel 1999 il processo di beatificazione.

## Eredità
La pace in Mozambico
Nel 1992 i colloqui di pace ebbero finalmente termine e con la firma degli accordi di pace di Roma, dopo tredici anni il Mozambico si avviò verso un difficile cammino di pace e di democratizzazione, con l'arrivo dei primi soldati dell'ONU e dell'Unione Africana. Il presidente della Comunità di Sant'Egidio disse che "questa pace è arrivata anche grazie al sacrificio generoso di persone come Alfredo Fiorini".

## Opere
Alfredo Fiorini nei momenti liberi amava comporre poesie. Il fratello Fabio le ha raccolte e pubblicate in un volume, destinandone i proventi alla missione di Alua. Nel 1995, sempre a cura del fratello, vennero raccolte le lettere che Alfredo aveva inviato ai suoi famigliari e ai confratelli in cui riporta le sue impressioni e la sua esperienza in terra africana.

## Riconoscimenti
La sua memoria è viva nella sua diocesi di origine, nella sua città natale e altrove.
L'ospedale di Terracina fu titolato a lui nel 1995.
Gli è intitolato l'Istituto comprensivo di Borgo Hermada.
I suoi compagni di liceo si sono costituiti in "Associazione Alfredo Fiorini" per la continuazione delle sue opere e del suo pensiero.
Portano il suo nome una via di Roma e una piazza di Terracina.
Il decimo anniversario della sua morte è stato ricordato nel 2002 nella città di Latina con una grande manifestazione e, con la partecipazione del popolo, in tutte le parti del Mozambico dove sono presenti i comboniani: Nampula, Nacala, Tete, Beira e Maputo. Gli è stato intitolato in Centro di Animazione missionaria comboniano di Beira.
Il trentesimo anniversario ha visto un programma di commemorazione a Terracina e la pubblicazione di un libro in sua memoria.
L’11 Aprile 2015 è stato inaugurato a Castel d’Azzano un centro di assistenza in memoria di Alfredo Fiorini che ospita molti missionari comboniani che rientrano dalle missioni.